# دار الحجازي (ذي السفال)

تعديل مصدري - تعديل

دار الحجازي محلة تابعة لقرية الخرابة، التابعة لعزلة وادي ضباء بمديرية ذي السفال إحدى مديريات محافظة إب في الجمهورية اليمنية، بلغ تعداد سكانها 239 حسب تعداد اليمن لعام 2004.